# Ten Tiny Love Stories
Ten Tiny Love Stories è un film del 2001 diretto da Rodrigo García.

## Trama
Dieci monologhi davanti alla telecamera, ognuna ricordando un uomo che è stato importante nella loro vita.